# Uconv
uconv は異なる文字コード間でテキストファイルを変換するコマンドラインのアプリケーションソフトウェアであり、International Components for Unicodeにバンドルされている。
これは、通常 libiconv を使用して実装されている iconv コマンドによく似ている。実際、変換を実行する際のコマンドラインオプションは同じである。
uconv コマンドはさまざまなUnicode正規化形式への変換やその他の変換処理（平仮名と片仮名相互の変換など）も有している。